# Pedeapsa capitală în Europa

Pedeapsa capitală după țară. În Europa cele mai multe ţări (48 din 50) au abolit pedeapsa cu moarte

Pedeapsa capitală a fost abolită în toată Europa, mai puțin într-un stat - Belarus. 
Moratoriul privind pedeapsa cu moartea apare atât în Carta Drepturilor Fundamentale ale Uniunii Europene (UE) cât și în Convenția Europeană a Drepturilor Omului adoptată de Consiliul Europei, și, astfel, este considerată o valoare centrală. Dintre toate țările europene moderne, San Marino și Portugalia au fost primele care au desființat pedeapsa capitală și numai Belarus încă practică pedeapsa capitală. Letonia a abolit pedeapsa cu moartea pentru infracțiunile pentru crime pe timp de război in 2012.

## Legături externe
- Orientările UE privind pedeapsa cu moartea, 30.09.2010, europa.eu